# 東北大学大学院教育学研究科・教育学部
東北大学大学院教育学研究科（とうほくだいがくだいがくいんきょういくがくけんきゅうか、英称:Graduate School of Education）は、東北大学大学院に設置される研究科の一つである。また、東北大学教育学部（とうほくだいがくきょういくがくぶ、英称:School of Education）は、東北大学に設置される学部の一つである。

## 概要
東北大学教育学部は、1949年の新制東北大学発足時に宮城師範学校及び宮城青年師範学校を吸収して設置された学部である。1953年に大学院教育学研究科が設置された。1965年には教員養成課程を宮城教育大学として分離した。教育に関する知識、技能による教育問題の解決能力の育成を行っている。

## 沿革
- 1949年 - 東北大学に教育学部を設置[1]。
- 1953年 - 大学院教育学研究科を設置[1]。
- 1965年 - 教員養成課程を宮城教育大学として分離[1]。
- 2008年 - 従来の総合教育科学専攻に加え、教育設計評価専攻を設置
- 2018年 - 旧教育学研究科と教育情報学研究部及び教育情報学教育部との再編により、同年度入学者から新たに教育学研究科を設置

## 学科
- 教育科学科[3]
  - 入学定員70人[4]

## 著名な出身者

### 政治
- 岡本章子 - 衆議院議員、元仙台市議会議員
- 福田昭夫 - 元栃木県知事、元総務大臣政務官
- 佐藤洋樹 - 寒河江市長、元山形県村山総合支庁長
- 渡辺一成 - 元南相馬市長、元福島県議会議員
- 安田養次郎 - 元三鷹市長、元三鷹市助役

### 行政、法曹
- 田中愛智朗 - 内閣府政府広報室長、元内閣府大臣官房政策立案総括審議官
- 銭谷眞美[5] - 元文部科学事務次官、東京国立博物館館長、日本博物館協会会長
- 氏家和男 - 弁護士、元日本弁護士連合会副会長、元仙台弁護士会会長

### 経済
- 位田尚隆 - 元リクルート社長

### マスコミ
- 永田浩三 - 元NHKプロデューサー、芸術作品賞、放送文化基金賞、ギャラクシー賞
- 佐藤正則 - 元東北放送気象キャスター、気象予報士
- 吉田晴香 - NHK仙台放送局契約キャスター、気象予報士

### 研究
- 大沼直紀 - 教育学、元筑波技術大学学長、つくば市教育委員会委員長
- 木村拓也 - 教育社会学、九州大学教授
- 佐久間孝正 - 社会学、元立教大学教授
- 佐々木徹郎 - 社会学、東北大学名誉教授、元山形県立米沢女子短期大学学長、元全国公立短期大学協会会長
- 鈴鴨清美 - 教育学、宮城教育大学副学長、元宮城県教育長、元宮城県角田女子高等学校校長
- 月浦崇 - 認知神経科学、京都大学教授、日本心理学会国際賞
- 沼田裕之 - 教育哲学、東北大学名誉教授
- 長谷川啓三 - 心理学、東北大学教授、東日本大震災PTG支援機構理事長、日本家族カウンセリング協会副理事長
- 広瀬俊雄 - 教育学、広島大学名誉教授
- 牧昌見 - 学校経営学、元国立教育政策研究所次長、元日本教育経営学会会長
- 八鍬友広 - 教育史、東北大学教授、日本教育史学会石川謙賞
- 若島孔文 - 心理学、東北大学教授、日本家族心理学会理事長
- 渡部信一 - 認知科学、東北大学教授

### 文化
- 佐藤通雅 - 歌人、評論家、詩歌文学館賞、宮沢賢治賞、日本児童文学学会賞奨励賞
- 丸茂周 - 脚本家、日本文学館シナリオ大賞審査委員特別賞
- 小崎隆雄 - 洋画家、宮城県芸術選奨、宮城県芸術祭美術展芸術祭賞
- 東山昭子 - 日本九重流詩吟学会4代目宗家、斎藤茂吉文化賞
- 奥山玲子 - アニメーター、東京アニメアワード功労賞
- さくま - YouTuber、MELOGAPPAメンバー

### その他
- 中島康晴 - 社会福祉士、日本社会福祉士会副会長
- 佐々野大輝 - ボート選手、日本スポーツ賞